# Elhaf
L'elhaf, le haf ou lihaf ou melehfa est un costume traditionnel algérien, c'est un péplum à fibules qui était l'élément fondamental du costume féminin de l'Aurès. Il est moins porté de nos jours, mais il demeure le costume des manifestations folkloriques.
En 2024, la melehfa a été inscrite au patrimoine culturel immatériel de l’humanité par l'UNESCO, dans le cadre du dossier intitulé « Costume féminin de cérémonie dans le Grand Est de l’Algérie ».

## Description
L'elhaf est l'élément fondamental du costume traditionnel féminin de l'Aurès. Le costume est un péplum de type dorien qui appartient à la grande famille des costumes berbères. Il s'apparente par le nom, à la melhafa des citadines algériennes, pourtant, il ressemble davantage à l'akhellal kabyle et aux drapés maghrébins de type rural.
Il est de couleur sombre, noir ou indigo, sa confection nécessite dix mètres de cotonnade en 80 cm de largeur. Il est constitué de deux bandes en petite largeur réunies par une couture. Les deux extrémités qui formaient les deux côtés d'elhaf étaient cousues. Le haut et le bas de cette robe, étaient selon les régions, ornés d'un ou plusieurs biais de couleurs variées mis les uns au-dessus des autres. Seul l'elhaf réservé aux occasions peut afficher des tissus colorés aux tonalités claires, voire des soieries.
La partie du dos qui dépassait les épaules était ramenée sur l'avant pour y être épinglée au-dessus des seins à l'aide de fibules d'argent. Ces fibules (ikhlalten ou tabzimt) sont généralement ajourées au ciseau, reliées entre elles par une chaînette. La largeur du elhaf était remontée sur les épaules et le tout retenu à la taille par une ceinture. 
Plus léger que son prédécesseur antique, l'elhaf moderne en coton nécessite la présence de vêtements sous-jacents, notamment pendant la saison froide. Une chemise (meqdha) et une tunique (téjbibt, nom berbère de la djoubba apparentée à la variante constantinoise) sont utilisées à cet effet. Les femmes aurésiennes l'enfilent par-dessus des robes, pour compléter leur tenue. En effet, la femme porte une, ou plusieurs robes, selon sa fortune et le temps qu'il fait. 
Certains elhaf de fête avaient au niveau des hanches une bande de tissu de couleur opposée. L'elhaf de cérémonie était orné de lourds bijoux d'argent. Dans le sud des Aurès, près du Sahara, la femme chaouia remplace l'elhaf de cotonnade noire par des elhaf d'étoffe rouge. Dans l'Est de la région, elle porte des elhaf marron ou bleus. Dans d'autres douars, des elhaf sombres étaient jadis, en bas, égayés de franges jaune citron ou vertes.

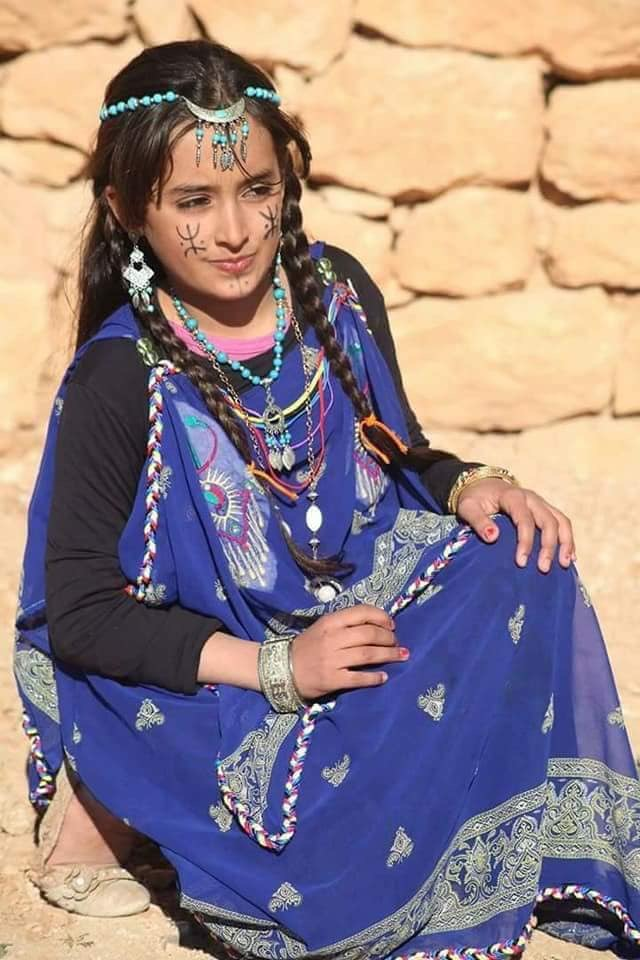
Elhaf coloré.
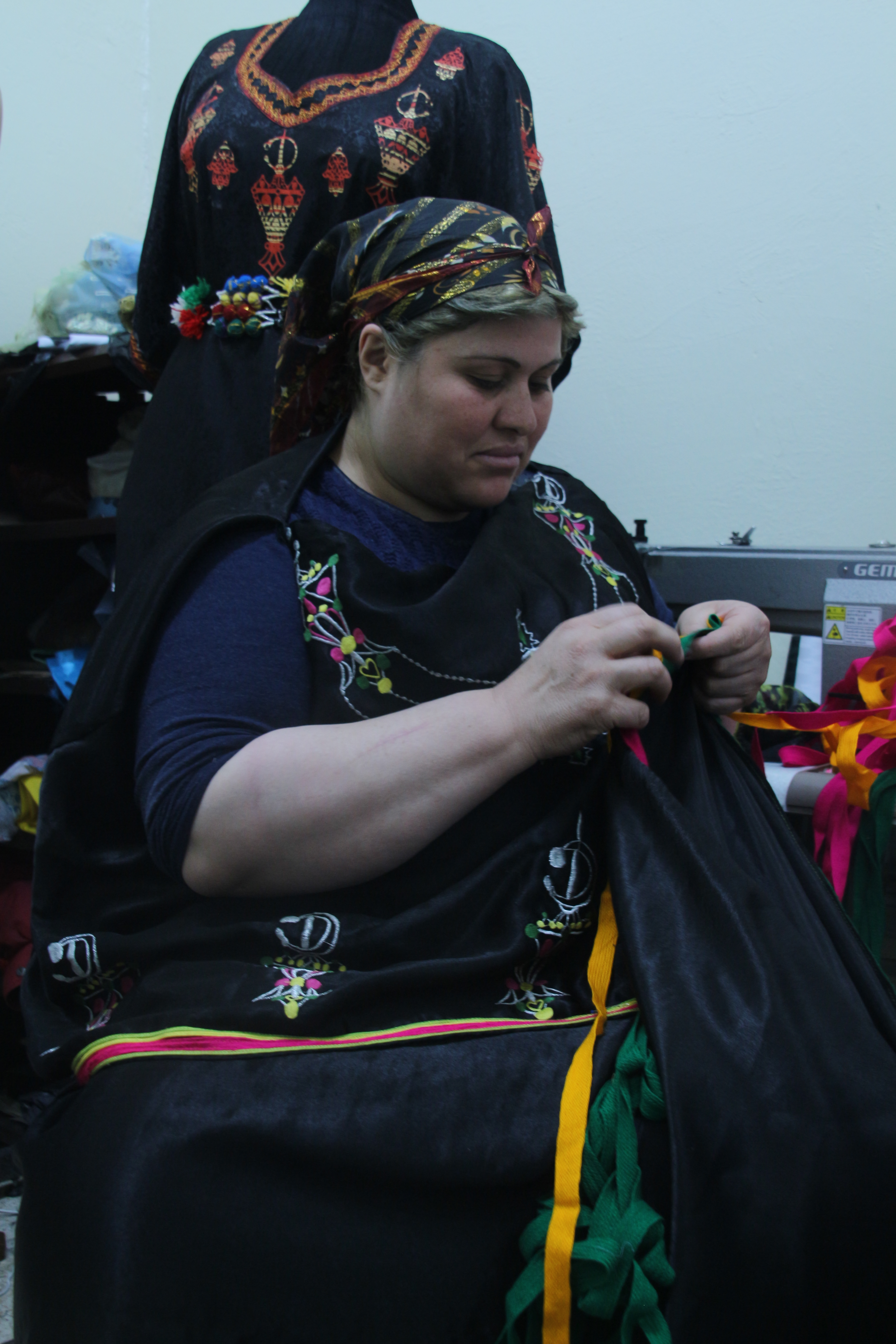
Couturière traditionnelle habillée en elhaf.

## Histoire
Difficile d'accès, le massif des Aurès se distingue par la permanence de formes vestimentaires et de parures vernaculaires peu impactées par les influences étrangères. Ainsi, le péplum à fibules perdure dans les villages de l'Aurès plus longtemps que dans les autres régions montagneuses de l'Algérie. 
Néanmoins, les femmes aurésiennes renoncent à certaines traditions ancestrales liées à l'habillement et à la parure. Dès l'aube du XXe siècle, elles optent pour les cotonnades et abandonnent précocement les laines tissées héritées de l'ère antique. L'elhaf se confectionne alors à partir de toile de coton noire. 
La proximité de Constantine entraîne l'assimilation du principe du vêtement coupé et cousu par les villageoises vers la fin de l'époque ottomane. La téjbibt semble jouir d'un statut privilégié du fait de son origine citadine. Ainsi, dès le milieu du siècle, l'elhaf finit par céder le pas devant elle. Cette robe cousue partage avec la taqendourth kabyle son empiècement garni de galons colorés et ses étoffes parsemées de fleurs imprimées. 
Les femmes de l'Aurès au début des années 2000, ont tendance à abandonner l'elhaf et adoptent souvent les robes à dominante rouge, des femmes des Hauts plateaux ou des Ziban. La robe de fête actuelle imite la djebba constantinoise, elle s'agrémente de broderies dorées. Cependant, à l’occasion des manifestations folkloriques, c'est l'elhaf, gansé de rubans colorés, que les danseuses aurésiennes portent.

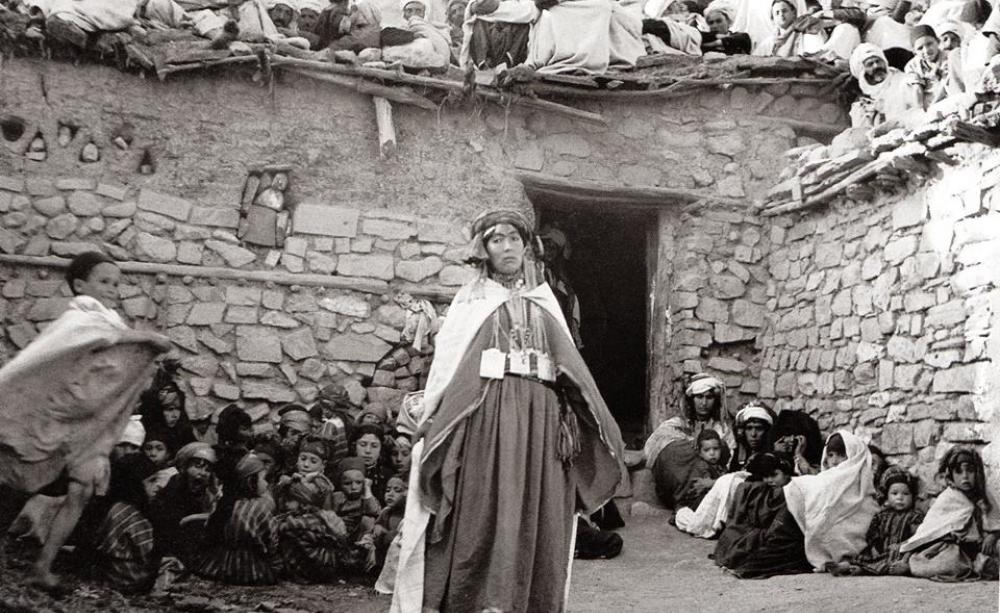
Village des Aurès, dans les années 1930.
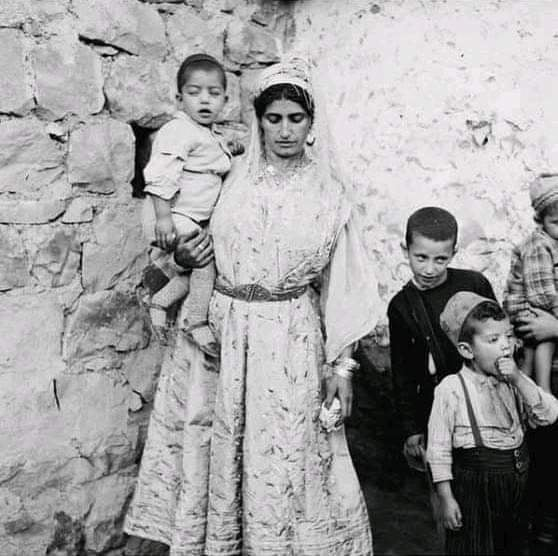
Femme en djebba dans les années 1930.

## Folklore
Le premier jour du printemps était célébré autrefois partout dans les Aurès. À Menaa, où cette fête était la plus brillante, toute la population sortait en habit de cérémonie, les femmes avaient les elhaf les plus colorés.
Lors des danses folkloriques, les femmes passent le bord du elhaf sur ses lèvres. La danseuse avance toujours ; un mouvement du torse, à peine saisissable, fait parfois frissonner son elhaf, son visage reste impénétrable.

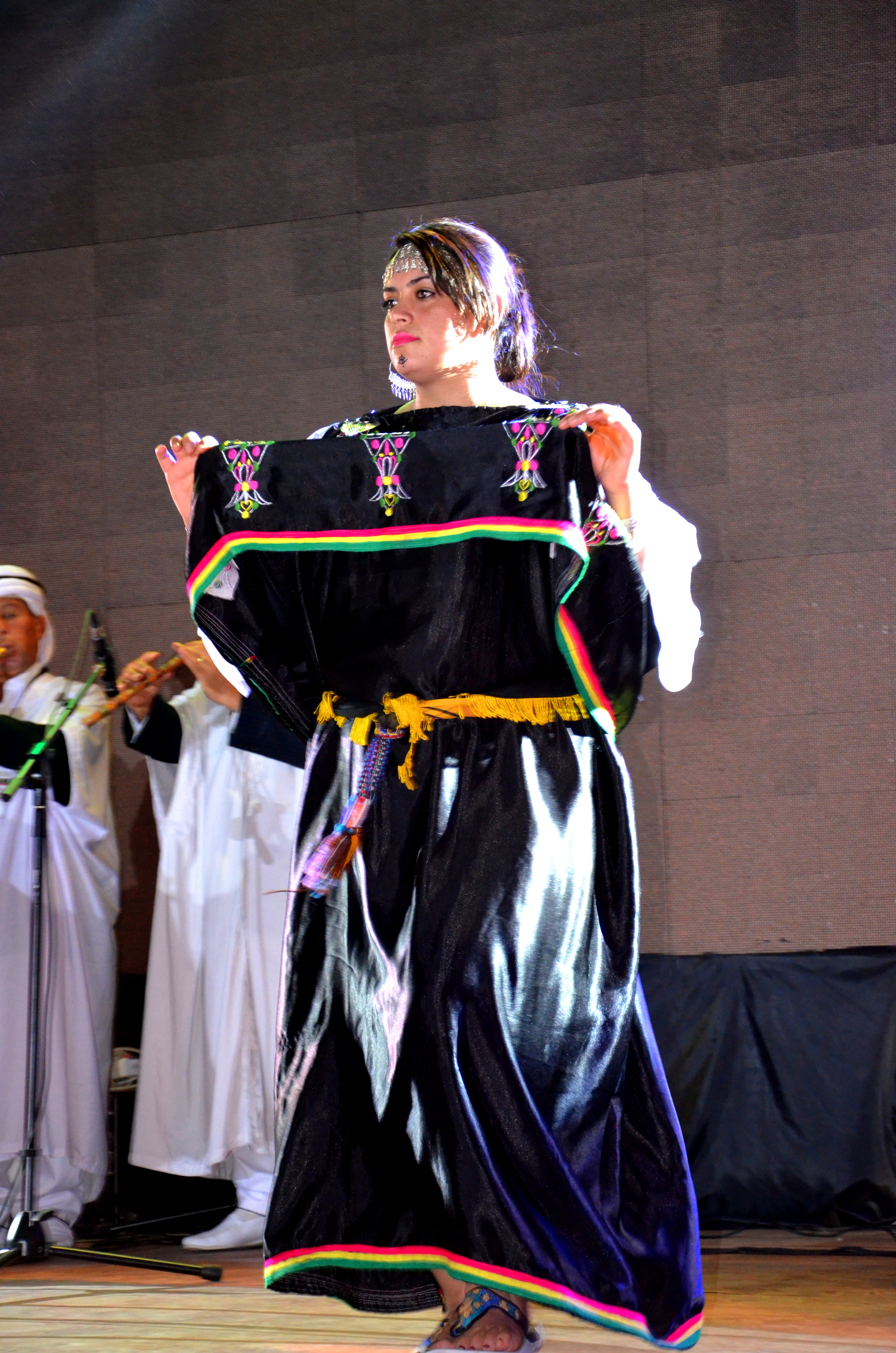
Danseuse chaouie en elhaf traditionnel
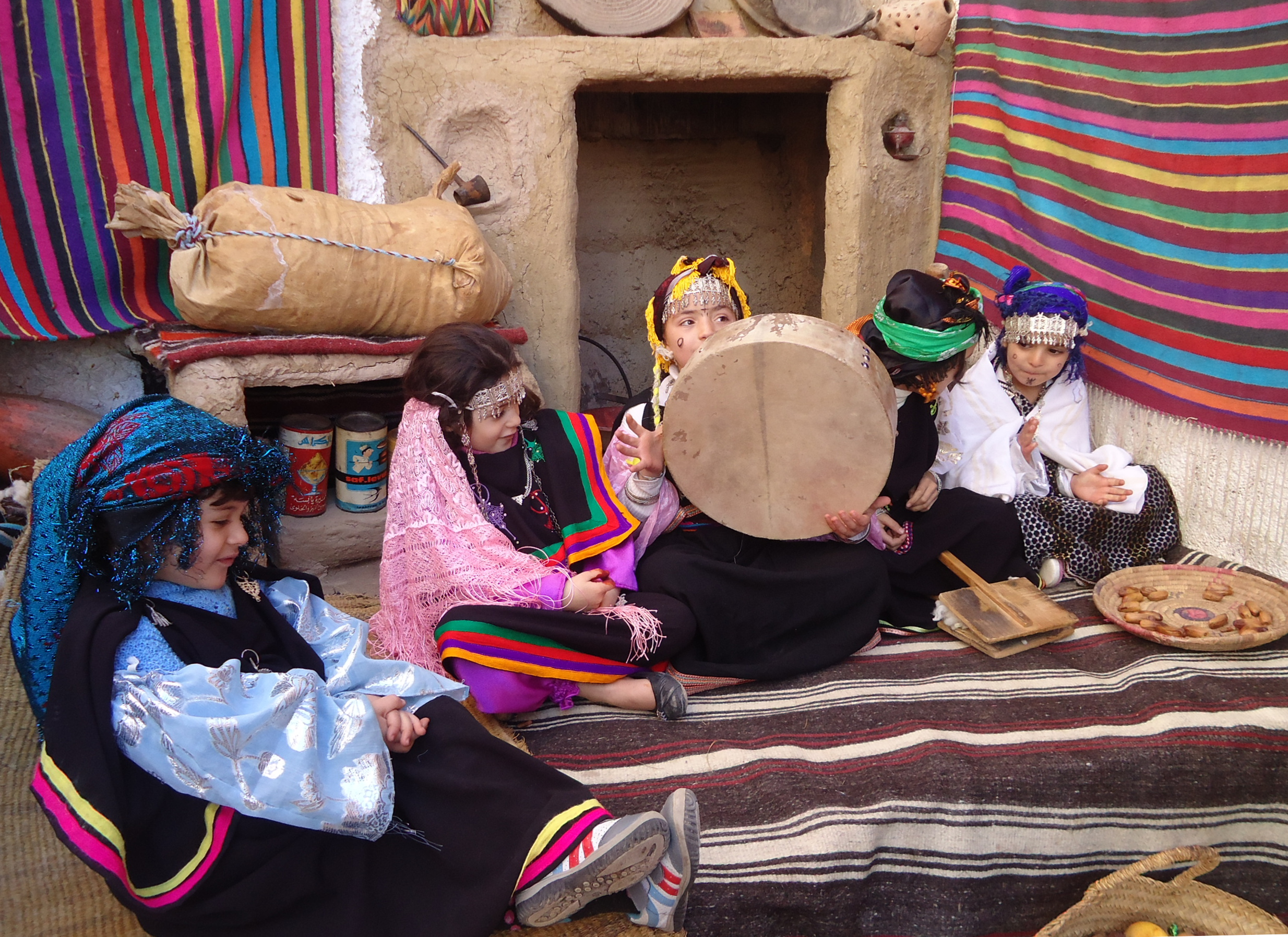
Des petites filles habillées en tenues traditionnelles chaouies dont l'elhaf noir, lors de la fête du printemps.

## Patrimoine
En 2023, l'Algérie a soumis un dossier à l'UNESCO visant à promouvoir deux tenues traditionnelles : melehfa et gandoura. Cette demande, intitulée « Costume de cérémonie féminin de l'Est algérien : connaissances et savoir-faire liés à la couture et à la confection d'ornements : Melehfa et Gandoura », vise à mettre en lumière les aspects culturels et artisanaux de ces tenues. Dans le cadre de cette demande, il est prévu de présenter de manière détaillée les différents éléments composant la mlahfa ainsi que les bijoux traditionnels. En 2024, ces costumes ont été officiellement reconnus au patrimoine culturel immatériel de l’humanité par l'UNESCO.